# Jardín de Plantas Medicinales de la Facultad de Farmacia de Kanazawa
El Jardín de Plantas Medicinales de la Facultad de Farmacia de Kanazawa en japonés : 金沢大学医薬保健学域 薬学類･創薬科学類附属薬用植物園 Kanazawa Daigaku Iyakuhokenngakuiki-Yakugakurui-Seiyakukagakurui Fuzoku Yakuyōshokubutuen, es un jardín botánico de 3,8 hectáreas  de extensión, dependiente administrativamente de la Universidad de Kanazawa, que se encuentra en el campus de Kakuma, en la ciudad de Kanazawa, prefectura de Ishikawa, Japón.

## Localización
Kanazawa Daigaku Iyakuhokenngakuiki-Yakugakurui-Seiyakukagakurui Fuzoku Yakuyōshokubutuen Kakuma-machi, Kanazawa-shi, Ishikawa-ken, 920-1192, Honshū-jima Japón. 
Planos y vistas satelitales.36°32′46″N 136°42′31″E / 36.54611, 136.70861
Se abre diariamente excepto los lunes; se cobra una tarifa de entrada.
- Altitud: 150 m s. n. m.
- Temperatura media anual: 14,3 °C
- Precipitaciones medias anuales: 2 470 mm

## Historia
El jardín de plantas medicinales se transfirió a este lugar en marzo de 2004 y actualmente está aún en pleno proceso de adaptación.
El jardín se abrirá al público a partir del final de los trabajos. No obstante, está actualmente abierto a la visita en la organización del taller mensual de trabajo sobre las plantas medicinales o coincidiendo con las espectaculares floraciones de algunas plantas, como las peonias.

## Colecciones
Se cultivan alrededor de unas 1000 especies de plantas medicinales,  procedentes de Japón, China, Rusia y Corea. 
Es de destacar una colección de plantas de la clase Ephedra de Asia.

## Actividades
- Estudios de las plantas de Ephedra de Asia. ( diferencias morfológicas entre Ephedra sinica Stapf y Ephedra intermedia Schrenk et C.A.Meyer, y el origen del Ma-huang (麻黄) de la medicina tradicional china, producido en la provincia de Qinghai.)
- Taller de estudio de las plantas medicinales locales (una vez al mes),
- Simposio sobre las plantas medicinales (una vez al año),